# マースレニツァ

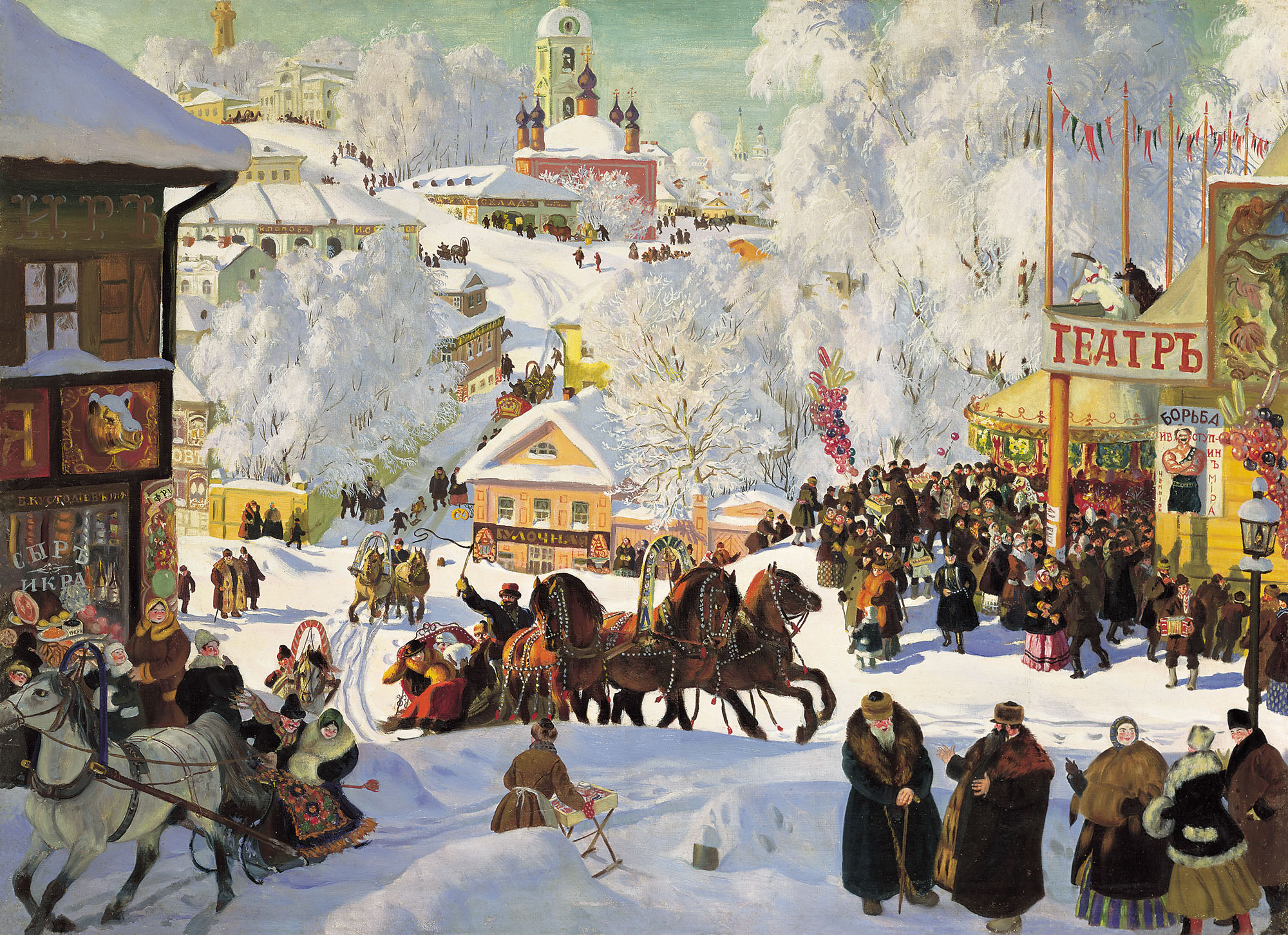
「マースレニツァ」。1919年、ボリス・クストーディエフ画。サンクトペテルブルク、イサート・ブロツキー美術館所蔵。

マースレニツァ（ベラルーシ語：Масленіца、ロシア語：Мaсленица、ウクライナ語：Масниця）は、主に東スラブ諸国で行われる東方正教会の祭りのひとつ。マースレニツァとは、ロシア風クレープ＝ブリヌイにつけるバター（＝マスロ масло）が語源であり〈バター祭り〉の意。転じて、来るべき春を待ち望む気持ちをこめて〈冬を送る祭り〉である。
四旬節の前の最後の1週間、言い換えるとイースターの7週間前に行われる（年によって日付は前後するが、概ね2月下旬～3月上旬にかけて行われる）。西方教会でいう謝肉祭に対応する祭りである。

## 食事

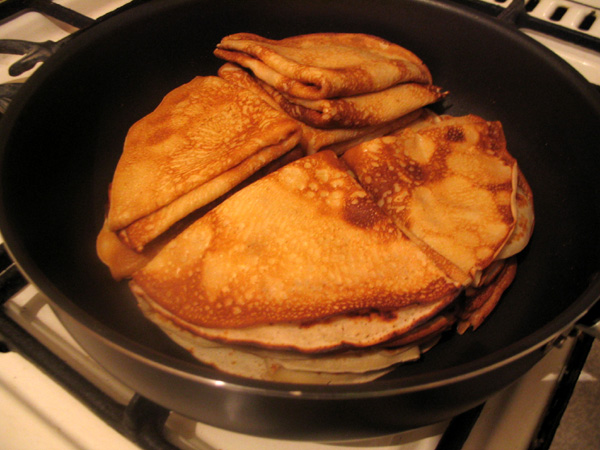
ブリヌイ

マースレニツァの週の間、正教会のキリスト教徒は肉を食べることを禁じられると同時に、卵、牛乳、チーズ、その他乳製品が食べられる最後の週となる。この慣習から「チーズウィーク」の別名がある。
この期間は、大量のブリヌイが食される。ブリヌイは丸い形状から太陽の象徴とされ、冬が終わり新しく太陽が再生されることを祝うという意味が込められている。

## 赦しの日曜日
マースレニツァ最終日の日曜日は、「赦しの日曜日（ロシア語:Прощёное Воскресенье）」と呼ばれる。親しい人たちの間で、その一年に引き起こされたすべての罪を互いに許し合う。

## ギャラリー

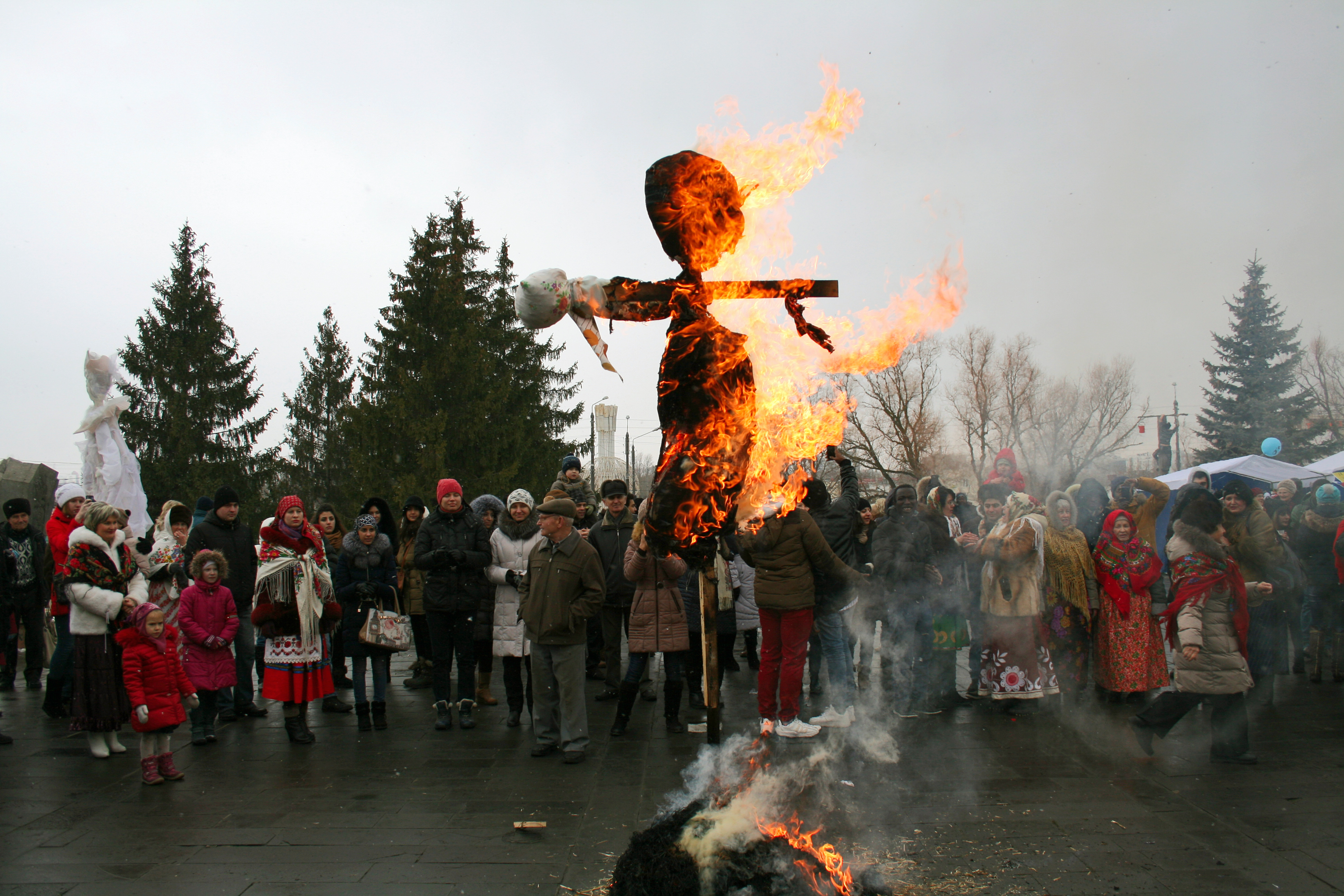
ベルゴロドでのマースレニツァの様子。2015年2月21日。
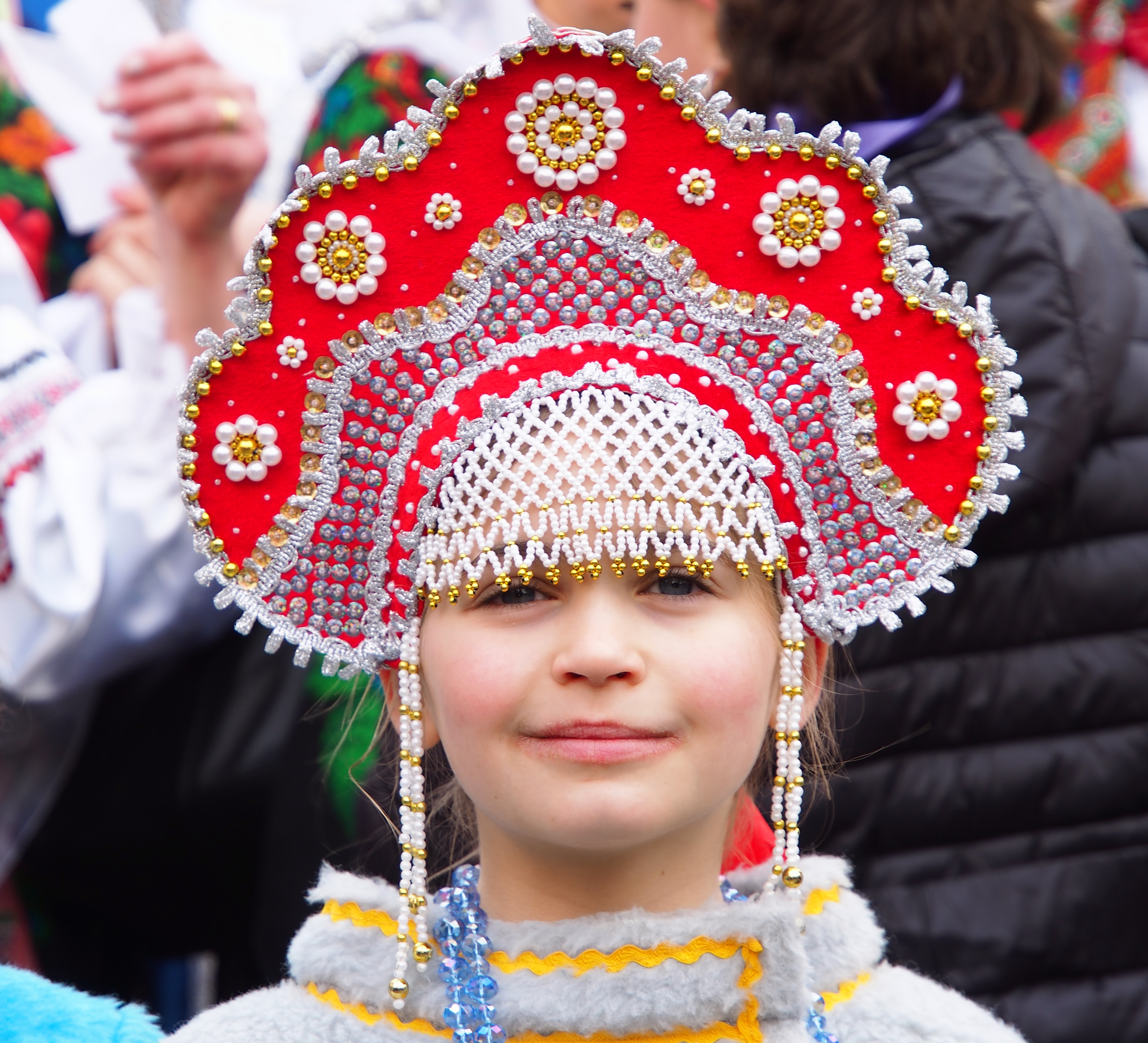
スロベニアのマースレニツァでココシニクをかぶった少女。